# Louise Limberg
Louise Limberg, född 1942, är en svensk professor emerita och bibliotekarie. Limberg är professor i biblioteks- och informationsvetenskap vid Bibliotekshögskolan i Borås. Hon disputerade 1998 på avhandlingen Att söka information för att lära, som handlar om informationssökning och lärande. Limbergs forskning har rört sig inom nämnda fält, och bland annat handlat mycket om skolbibliotek. 